# Mário Pinto de Andrade

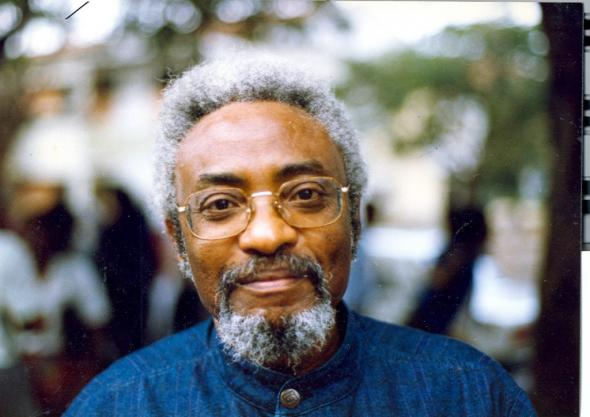
Mário Pinto de Andrade

Mário Pinto de Andrade (* 21. August 1928 in Golungo Alto; † 26. August 1990 in London) war ein angolanischer Politiker und Autor.
Er studierte Philologie an der Universität Lissabon und danach Soziologie an der Sorbonne in Paris. Während dieser Zeit setzte er sich gegen die portugiesische Kolonialregierung in Angola ein und schrieb antikolonialistische Gedichte.
Beeinflusst durch die Partido Comunista Português wurde Pinto de Andrade 1955 zum Mitbegründer der Partido Comunista Angolano (Kommunistische Partei Angolas). Ein Jahr später war er Gründungsmitglied der Movimento Popular de Libertação de Angola (Volksbewegung zur Befreiung Angolas, MPLA), deren Präsident er von 1960 bis 1962 war. Nachdem er sich mit seinem Vorgänger Agostinho Neto zerstritten hatte, brach er 1974 mit der MPLA.
Obwohl Angola am 11. November 1975 die Unabhängigkeit erlangte, zog er es vor, im Exil in Guinea-Bissau, Kap Verde und Mosambik zu leben. Er war mit der Filmregisseurin Sarah Maldoror verheiratet. Er starb 1990 in London.
| Personendaten    | Personendaten           |
| ---------------- | ----------------------- |
| NAME             | Andrade, Mário Pinto de |
| KURZBESCHREIBUNG | angolanischer Politiker |
| GEBURTSDATUM     | 21. August 1928         |
| GEBURTSORT       | Golungo Alto            |
| STERBEDATUM      | 26. August 1990         |
| STERBEORT        | London                  |